# Dekanat Zakliczyn
Dekanat Zakliczyn – dekanat wchodzący w skład diecezji tarnowskiej.
Dziekanem dekanatu zakliczyńskiego jest ks. Paweł Mikulski – proboszcz parafii św. Idziego w Zakliczynie, a wicedziekanem ks. Janusz Miłkowski z parafii Podole.

## Parafie dekanatu
W skład dekanatu wchodzą parafie:
- Brzozowa – Parafia św. Mikołaja Biskupa
- Dzierżaniny – Parafia Matki Bożej Częstochowskiej w Dzierżaninach
- Filipowice – Parafia Matki Bożej Śnieżnej w Filipowicach
- Gródek nad Dunajcem – Parafia Najświętszej Maryi Panny Królowej
- Janowice – Parafia Podwyższenia Krzyża Świętego w Janowicach
- Paleśnica – Parafia św. Justyny w Paleśnicy
- Podole-Górowa – Parafia Podwyższenia Krzyża Świętego w Podolu-Górowej
- Przydonica – Parafia Matki Bożej Różańcowej w Przydonicy
- Siemiechów – Parafia Ofiarowania w Świątyni i Wniebowstąpienia Pana Jezusa
- Zakliczyn – Parafia Matki Bożej Anielskiej
- Zakliczyn – Parafia św. Idziego Opata